# Lagoa Amélia
Lagoa Amélia (dt.: „Kleiner See Amélie“) ist ein Kratersee auf der Insel São Tomé im Inselstaat São Tomé und Príncipe. Der See liegt auf einer Höhe von 1475 m im zentralen Bergmassiv im Distrikt Mé-Zóchi. Er ist Teil des Parque Natural Obô de São Tomé.

## Geographie

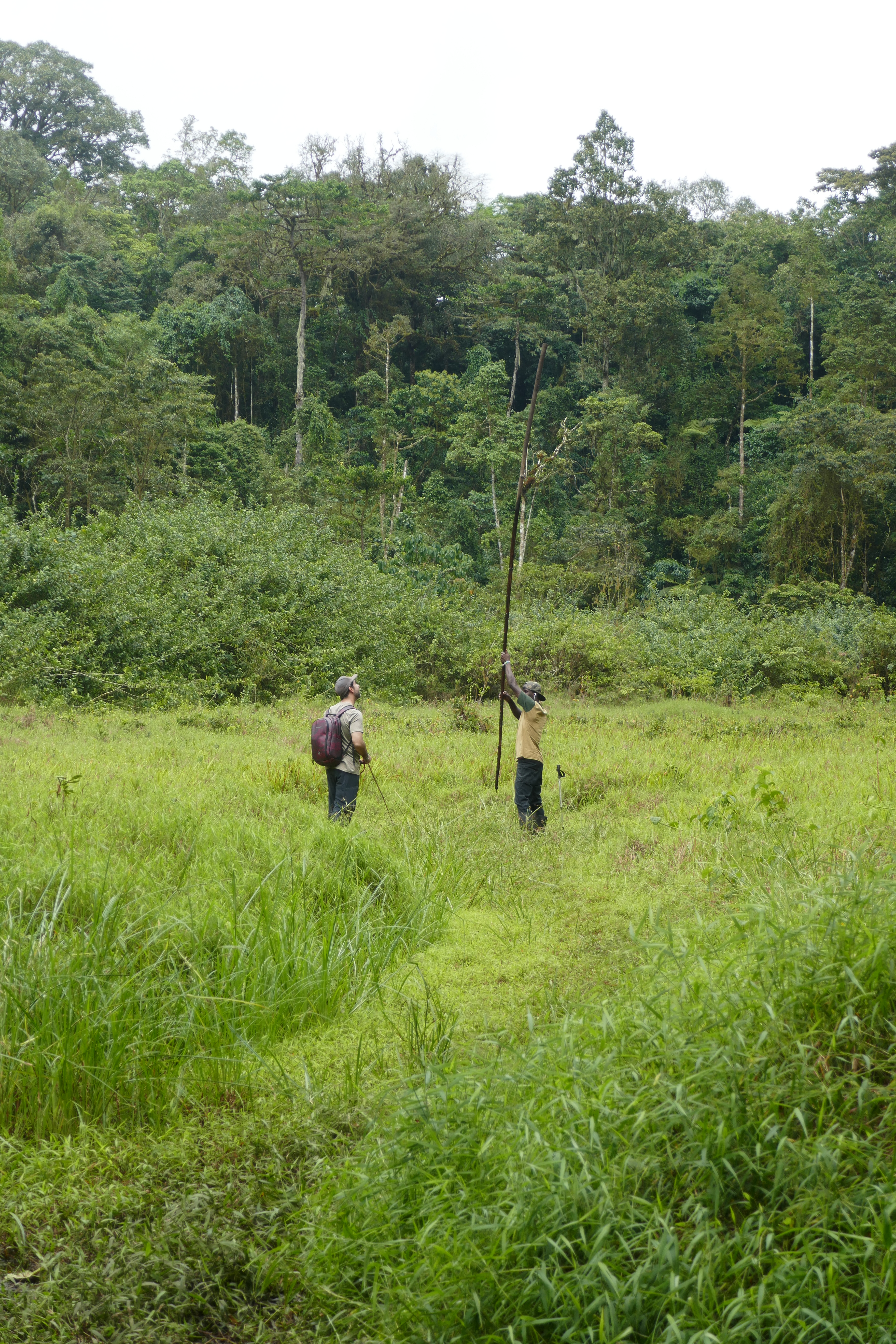
Demonstration mit einer Messlatte.

Charakteristisch ist, dass das Gewässer von einer stabilen, schwammartigen Pflanzenmatte bedeckt ist, so dass er begehbar ist, wobei jedoch mit Hilfe von Stangen nachgewiesen werden kann, dass es sich um ein Gewässer handelt. Die Luftfeuchtigkeit im Krater liegt meistens bei 92 %.
Die Tiefe des Kraters unter der Pflanzendecke wird auf 65 m geschätzt. Der Durchmesser beträgt ca. 150 m.

## Natur
Der Orte beherbergt eine bemerkenswerte Biodiversität.
Augenfällig sind die Riesenbegonien Begonia baccata, welche von Gustav Mann 1861 entdeckt wurden. Er sandte lebende Exemplare an die Royal Botanic Gardens
Das Gebiet ist auch ein wichtiger Rückzugsort für Vögel.

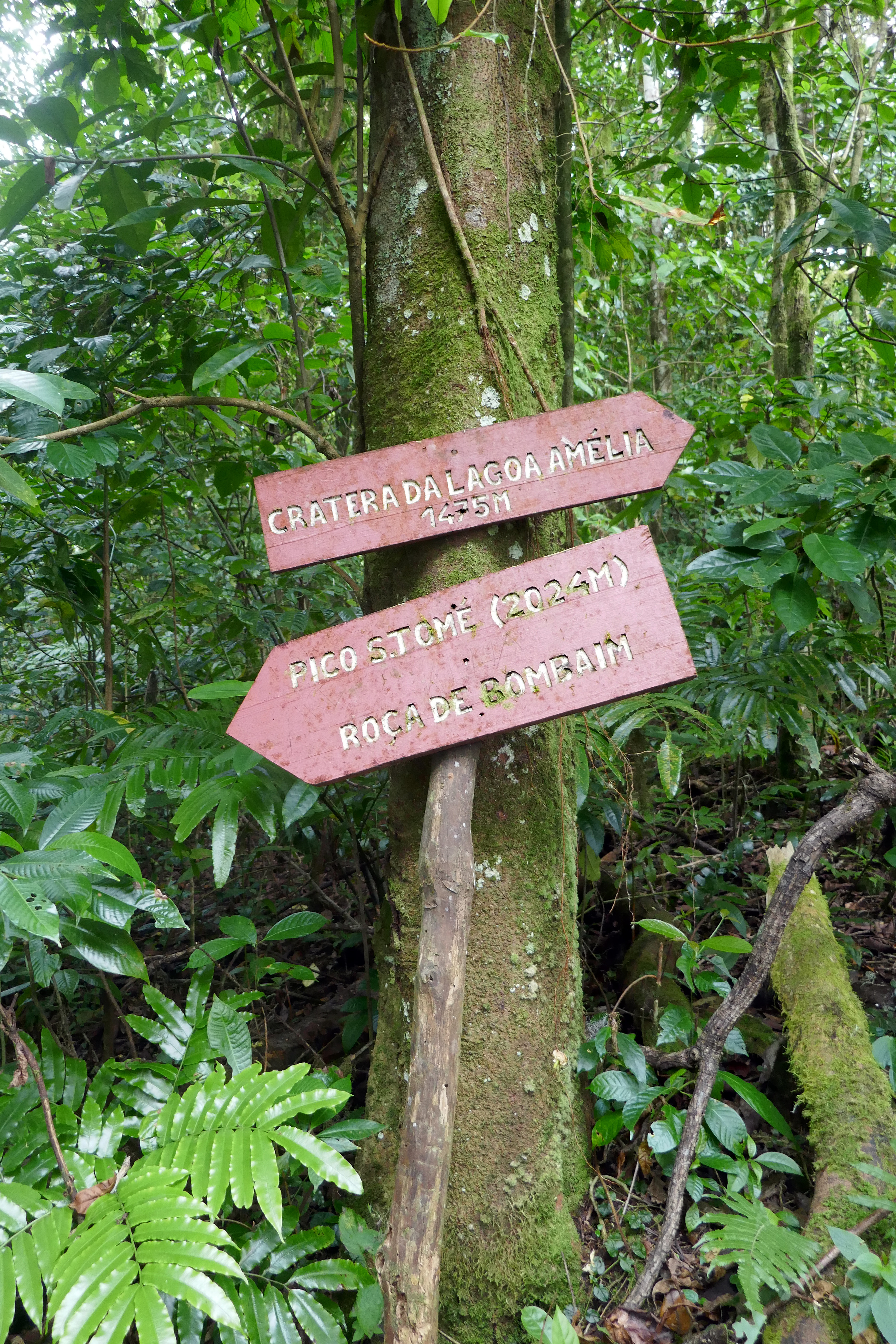
Ortsmarke
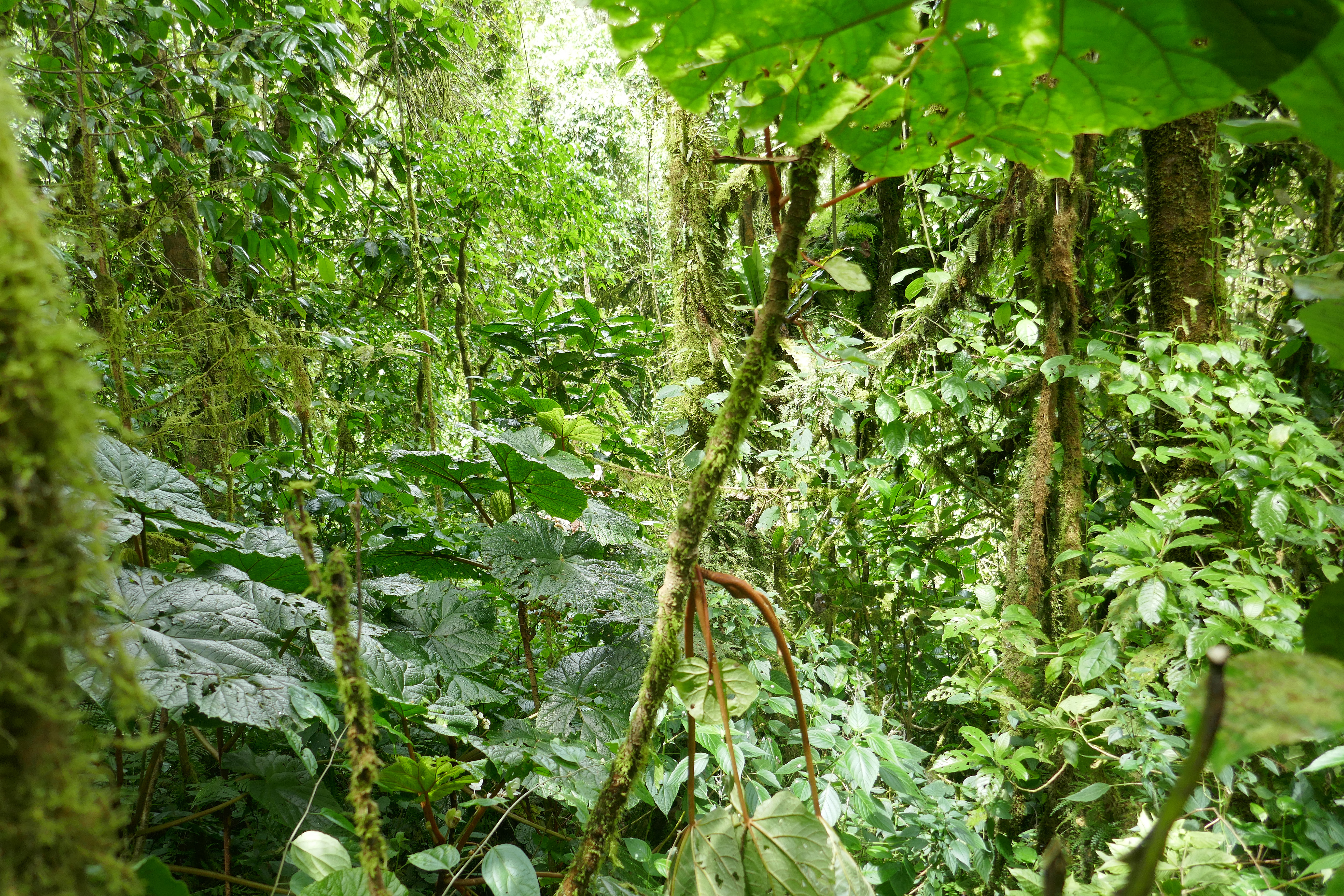
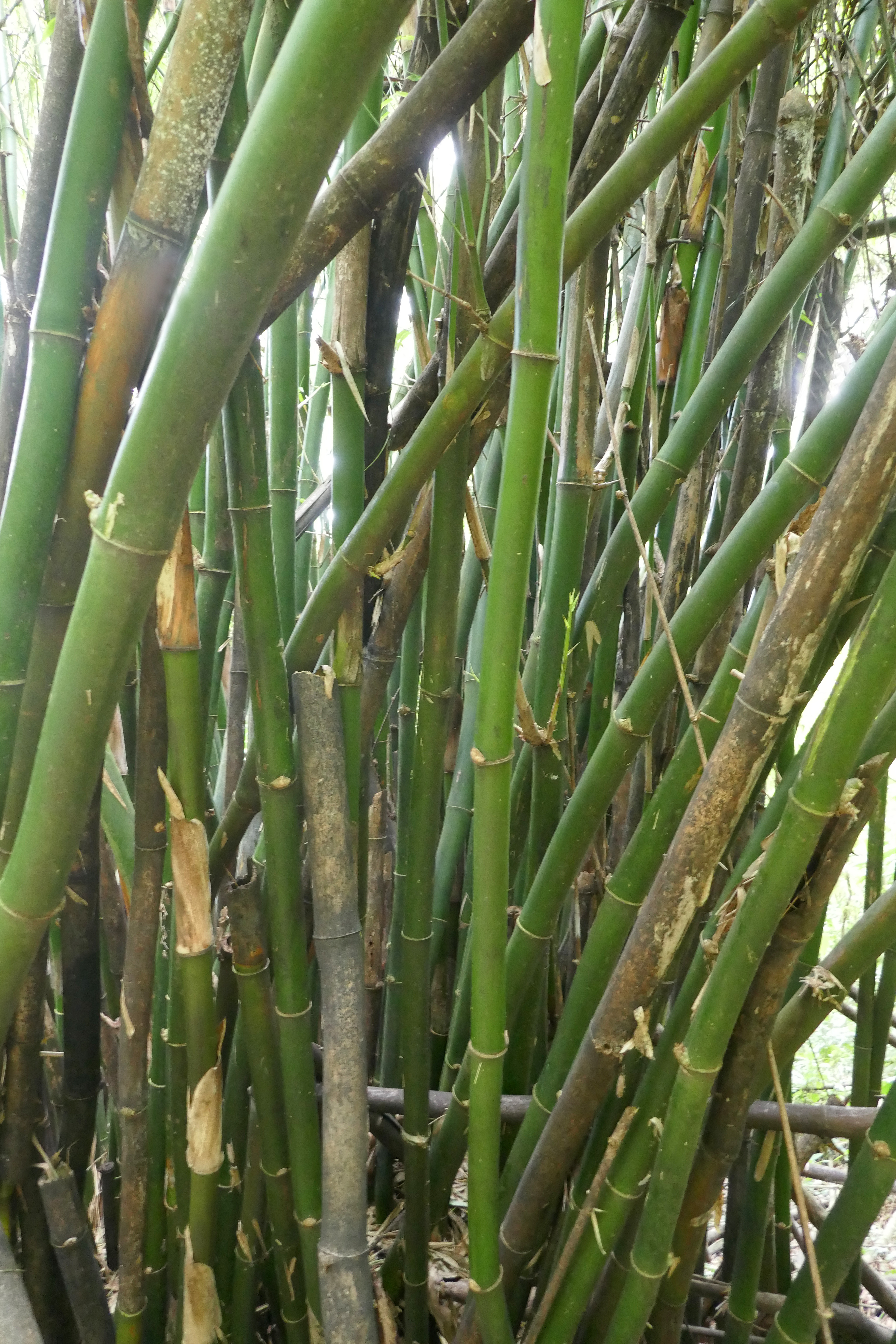
Bambus.
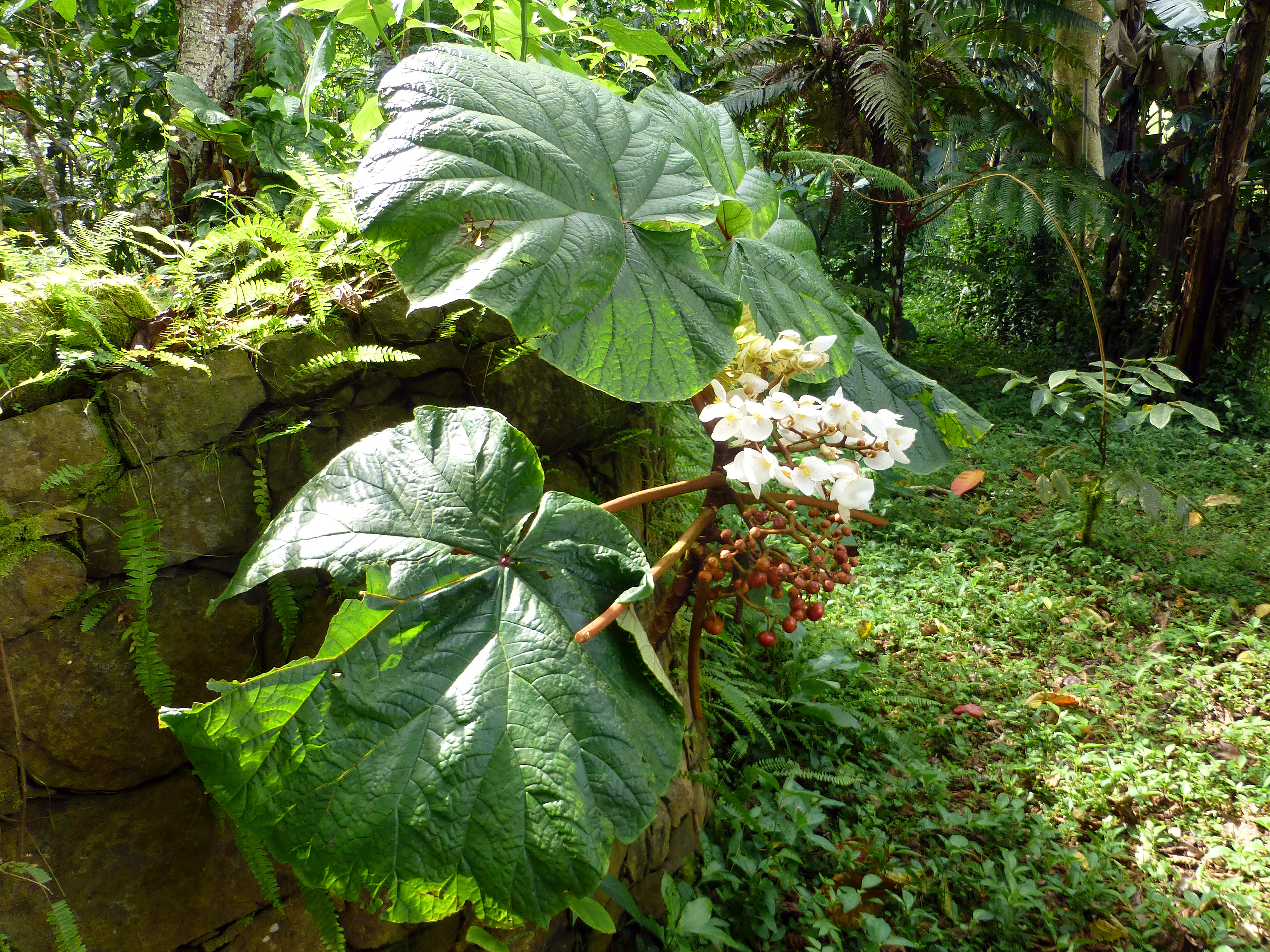
Riesenbegonie Begonia baccata.

## Name
Nach der mündlichen Überlieferung verdankt der Ort seinen Namen einer Dame „Amélia“, die dort ertrunken sein soll.